# Bob Tisdall
Robert Morton Newburgh (Bob) Tisdall (Nuwara Eliya, 16 mei 1907 – Nambour, 27 juli 2004) was een Iers atleet van Engelse oorsprong. 
Zijn grootste prestatie leverde hij op de Olympische Spelen van 1932 in Los Angeles. Het won een gouden medaille op de 400 m horden. Met een tijd van 51,67 bleef hij beide Amerikanen Glenn Hardin (zilver; 51,85) en Morgan Taylor (brons; 51,96) voor. Hij nam ook deel aan de tienkamp, maar moest hierbij genoegen nemen met een achtste plaats.
In zijn actieve tijd was hij aangesloten bij Achilles.

## Titels
- Olympisch kampioen 400 m horden - 1932

## Persoonlijke records
- 400 m horden - 51,67 (Los Angeles, 1932)
- tienkamp - 6398 p (Los Angeles, 1932)

## Palmares

### 400 m horden
- 1932:  OS - 51,67 s

### tienkamp
- 1932: 8e OS - 6398 p

1900: John Tewksbury ·
1904: Harry Hillman ·
1908: Charles Bacon ·
1920: Frank Loomis ·
1924: Morgan Taylor ·
1928: David Burghley ·
1932: Bob Tisdall ·
1936: Glenn Hardin ·
1948: Roy Cochran ·
1952: Charles Moore ·
1956: Glenn Davis ·
1960: Glenn Davis ·
1964: Rex Cawley ·
1968: David Hemery ·
1972: John Akii-Bua ·
1976: Edwin Moses ·
1980: Volker Beck ·
1984: Edwin Moses ·
1988: André Phillips ·
1992: Kevin Young ·
1996: Derrick Adkins ·
2000: Angelo Taylor ·
2004: Félix Sánchez ·
2008: Angelo Taylor ·
2012: Félix Sánchez ·
2016: Kerron Clement ·
2020: Karsten Warholm ·
2024: Rai Benjamin
- Gemeinsame Normdatei: 1194312160
- International Standard Name Identifier: 0000 0003 9470 0173
- Nederlandse Thesaurus van Auteursnamen: 339938269
- Virtual International Authority File: 289250598
- WorldCat: E39PCjyJDvDYd6mjgRPTFjDyVC